# 다르에스살람주

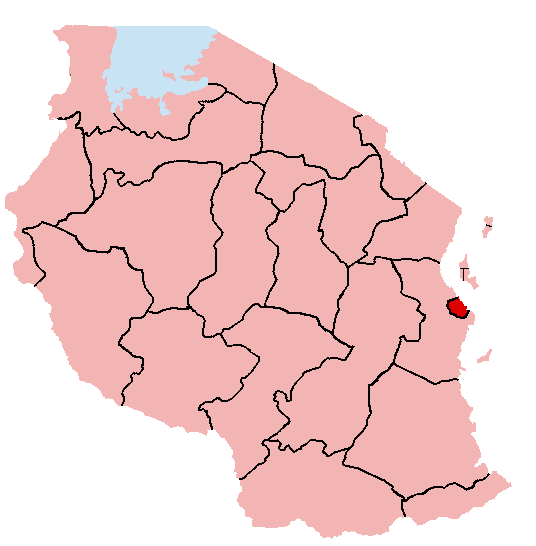
다르에스살람 주의 위치

다르에스살람주(Dar es Salaam)는 탄자니아 동부에 위치한 주로, 주도는 다르에스살람이며 면적은 1,393km2, 인구는 2,487,288명(2002년 기준)이다. 동쪽으로는 인도양과 맞닿아 있고 남쪽과 북쪽, 서쪽으로는 프와니 주와 인접해 있으며 탄자니아에서 가장 부유한 주로 여겨진다.